# Dyschirius tristis
Dyschirius tristis – gatunek chrząszcza z rodziny biegaczowatych i podrodziny grzebielników.

## Taksonomia
Gatunek ten opisany został po raz pierwszy w 1827 roku przez Jamesa Francisa Stephensa.

## Morfologia
Chrząszcz o mocno wydłużonym ciele długości od 3,1 do 4 mm, z wierzchu zwykle ubarwiony smoliście ciemnobrązowo ze spiżowym połyskiem, rzadziej pokrywy mają barwę zieloną, niebieską lub czarną. Głowa ma nadustek pozbawiony zęba pośrodku przedniej krawędzi, niepomarszczony, zaopatrzony w ukośne, Y-kształtne, kilowato ku tyłowi przedłużone wciski, a część za oczami gładką, tylko wyjątkowo z kilkoma delikatnymi punktami. Czułki mają człon pierwszy przynajmniej od spodu rudobrązowy, natomiast pozostałe człony smoliście ciemnobrązowe do całkiem czarnych; brak jest członów pogrubionych. Głaszczki mają kolor smoliście ciemnobrązowy do czarnego. Przedplecze jest najszersze w okolicy środka długości, a obrzeżenie jego boków wyraźnie sięga ku tyłowi do tylnego chetoporu (punktu szczecinkowego). Pokrywy są dość krótko owalne i mają nieobrzeżoną podstawę z guzkiem w okolicy chetoporu przypodstawowego oraz rzędy wyraźnie wgłębione i dochodzące do ich szczytu; rząd drugi nie jest skrócony przed podstawą. Powierzchnie pokryw mają po jednym chetoporze przypodstawowym, po trzy chetopory zabarkowe, po trzy chetopory dyskalne oraz po dwa chetopory przedwierzchołkowe. Skrzydła tylnej pary są w pełni wykształcone. Odnóża są smoliście ciemnobrązowe do czarnych. Te pierwszej pary są grzebne i mają golenie o wyraźnym i ostrym dolnym spośród ząbków krawędzi zewnętrznej.

## Ekologia i występowanie
Owad rozmieszczony od nizin do przedgórzy. Zasiedla nasłonecznione lub częściowo zacienione, nagie lub porośnięte roślinnością pobrzeża wód słodkich i słonawych oraz mokradeł, wybierając stanowiska o podłożu mulistym lub piaszczysto-gliniastym. Żyje w wykopanych w glebie norkach. Poluje na drobne bezkręgowce.
Do pasożytów tego chrząszcza należy owadorostowiec Misgomyces dyschirii.
Gatunek palearktyczny, znany z Irlandii, Wielkiej Brytanii, Francji, Belgii, Holandii, Niemiec, Austrii, Włoch, Szwecji, Norwegii, Finlandii, Estonii, Polski, Czech, Słowacji, Ukrainy, Mołdawii, Bułgarii oraz europejskiej i syberyjskiej części Rosji, anatolijskiej części Turcji, Gruzji, Kazachstanu, Mongolii, Heilongjiangu w Chinach, Korei Północnej i Japonii.